# 迪勒旺
迪勒旺是德国巴伐利亚州的一个市镇。总面积23.26平方公里，总人口2104人，其中男性1055人，女性1049人（2011年12月31日），人口密度90人/平方公里。